# Trượt băng tốc độ tại Thế vận hội Mùa đông 2018 - 500 mét nam
Nội dung 500 mét nam của môn trượt băng tốc độ tại Thế vận hội Mùa đông 2018 diễn ra vào ngày 19 tháng 2 năm 2018 tại Gangneung Oval ở Gangneung

## Kỷ lục
Trước giải đấu này, các kỷ lục thế giới và Olympic như sau.
| Kỷ lục thế giới  | Pavel Kulizhnikov (RUS)  | 33.98 | Thành phố Salt Lake, Hoa Kỳ | 20 tháng 11 năm 2015 |
| Kỷ lục Olympic   | Casey FitzRandolph (USA) | 34.42 | Thành phố Salt Lake, Hoa Kỳ | 11 tháng 2 năm 2002  |
| Kỷ lục đường đua | Jan Smeekens (NED)       | 34.58 |                             | 10 tháng 2 năm 2017  |

Các kỷ lục dưới đây được thiết lập trong kỳ đại hội.
| Ngày       | Vòng   | Tên                         | Quốc gia | Thời gian | Kỷ lục |
| ---------- | ------ | --------------------------- | -------- | --------- | ------ |
| 19 tháng 2 | Đôi 14 | Cha Min-kyu                 | Hàn Quốc | 34.42     | TR     |
| 19 tháng 2 | Đôi 16 | Håvard Holmefjord Lorentzen | Na Uy    | 34.41     | OR, TR |

OR = kỷ lục Olympic, TR = kỷ lục của địa điểm tổ chức

## Kết quả
| Hạng | Đôi | Làn | Tên                         | Quốc gia          | Thời gian | Thời gian kém | Ghi chú |
| ---- | --- | --- | --------------------------- | ----------------- | --------- | ------------- | ------- |
| 1    | 16  | O   | Håvard Holmefjord Lorentzen | Na Uy             | 34.41     | —             | OR, TR  |
| 2    | 14  | O   | Cha Min-kyu                 | Hàn Quốc          | 34.42     | +0.01         | TR      |
| 3    | 12  | I   | Gao Tingyu                  | Trung Quốc        | 34.65     | +0.24         |         |
| 4    | 18  | O   | Mika Poutala                | Phần Lan          | 34.68     | +0.27         |         |
| 5    | 17  | I   | Daichi Yamanaka             | Nhật Bản          | 34.78     | +0.37         |         |
| 6    | 12  | O   | Joji Kato                   | Nhật Bản          | 34.831    | +0.42         |         |
| 7    | 16  | I   | Ronald Mulder               | Hà Lan            | 34.839    | +0.42         |         |
| 8    | 15  | O   | Nico Ihle                   | Đức               | 34.89     | +0.48         |         |
| 9    | 17  | O   | Kai Verbij                  | Hà Lan            | 34.90     | +0.49         |         |
| 10   | 10  | O   | Jan Smeekens                | Hà Lan            | 34.930    | +0.52         |         |
| 11   | 18  | I   | Alex Boisvert-Lacroix       | Canada            | 34.934    | +0.52         |         |
| 12   | 13  | I   | Kim Jun-ho                  | Hàn Quốc          | 35.01     | +0.60         |         |
| 13   | 15  | I   | Artur Waś                   | Ba Lan            | 35.02     | +0.61         |         |
| 14   | 1   | I   | Tsubasa Hasegawa            | Nhật Bản          | 35.08     | +0.67         |         |
| 15   | 10  | I   | Mitchell Whitmore           | Hoa Kỳ            | 35.13     | +0.72         |         |
| 16   | 11  | O   | Mo Tae-bum                  | Hàn Quốc          | 35.154    | +0.74         |         |
| 17   | 14  | I   | Gilmore Junio               | Canada            | 35.158    | +0.74         |         |
| 18   | 13  | O   | Laurent Dubreuil            | Canada            | 35.16     | +0.75         |         |
| 19   | 9   | O   | Pekka Koskela               | Phần Lan          | 35.192    | +0.78         |         |
| 20   | 6   | O   | Pedro Causil                | Colombia          | 35.196    | +0.78         |         |
| 21   | 1   | O   | Daniel Greig                | Úc                | 35.22     | +0.81         |         |
| 22   | 5   | I   | Ignat Golovatsiuk           | Belarus           | 35.23     | +0.82         |         |
| 23   | 7   | O   | Jonathan Garcia             | Hoa Kỳ            | 35.31     | +0.90         |         |
| 24   | 6   | I   | Stanislav Palkin            | Kazakhstan        | 35.33     | +0.92         |         |
| 25   | 2   | O   | Artyom Krikunov             | Kazakhstan        | 35.34     | +0.93         |         |
| 26   | 2   | I   | Kimani Griffin              | Hoa Kỳ            | 35.38     | +0.97         |         |
| 27   | 5   | O   | Yang Tao                    | Trung Quốc        | 35.41     | +1.00         |         |
| 28   | 8   | I   | Henrik Fagerli Rukke        | Na Uy             | 35.500    | +1.09         |         |
| 29   | 3   | O   | Joel Dufter                 | Đức               | 35.506    | +1.09         |         |
| 30   | 4   | I   | Mirko Giacomo Nenzi         | Ý                 | 35.51     | +1.10         |         |
| 31   | 4   | O   | Xie Jiaxuan                 | Trung Quốc        | 35.545    | +1.13         |         |
| 32   | 3   | I   | Mathias Vosté               | Bỉ                | 35.546    | +1.13         |         |
| 33   | 11  | I   | Piotr Michalski             | Ba Lan            | 35.64     | +1.23         |         |
| 34   | 7   | I   | Sung Ching-yang             | Đài Bắc Trung Hoa | 35.86     | +1.45         |         |
| 35   | 9   | I   | Roman Krech                 | Kazakhstan        | 35.92     | +1.51         |         |
| 36   | 8   | O   | Artur Nogal                 | Ba Lan            | 58.71     | +24.30        |         |